# Liste der Baudenkmäler in Knapsack (Hürth)
Die Liste der Baudenkmäler in Knapsack (Hürth) enthält die denkmalgeschützten Bauwerke auf dem Gebiet von Hürth-Knapsack in Nordrhein-Westfalen (Stand: März 2018). Diese Baudenkmäler sind in der Denkmalliste der Stadt Hürth eingetragen; Grundlage für die Aufnahme ist das Denkmalschutzgesetz Nordrhein-Westfalen (DSchG NRW).

## Baudenkmäler
Die Liste der Baudenkmäler enthält Sakralbauten, Wohn- und Fachwerkhäuser, historische Gutshöfe und Adelsbauten, Industrieanlagen, Wegekreuze und andere Kleindenkmäler sowie Grabmale und Grabstätten, die eine besondere Bedeutung für die Geschichte Hürths haben.
Hinweis: Die Reihenfolge der Denkmäler in dieser Liste entspricht der offiziellen Liste und ist nach laufender Nummer, Name (Bezeichnung), Stadtteil und Adresse (Straße) sortierbar.
| Bild                                         | Bezeichnung                                  | Lage                              | Beschreibung | Bauzeit                         | Eingetragen seit | Denkmal- nummer |
| -------------------------------------------- | -------------------------------------------- | --------------------------------- | --- | ------------------------------- | ---------------- | --------------- |
| Feierabendhaus                               | Feierabendhaus                               | Industriestraße                   | Architekt: Karl Hell | 1957                            |                  | 17              |
| Zuckerhutbunker (Winkelturm)                 | Zuckerhutbunker (Winkelturm)                 | Goldenbergstraße 2                | Aus diesem Hochbunker wurde das Kraftwerk gesteuert, die technischen Anlagen sind nicht erhalten. Gebaut durch die Firma Hochtief. | Ende 1930er Anfang 1940er Jahre |                  | 87              |
| Hochkreuz und Friedhof Knapsack              | Hochkreuz und Friedhof Knapsack              | Friedhofstraße                    | Der Friedhof wurde in den Jahren 1922/23 angelegt, nachdem die Pfarrgemeinde St. Josef 1920 selbständig geworden war. Mit der Umsiedlung des Ortes wurde er aufgehoben und als ganzes unter Denkmalschutz gestellt. Er bedarf einer pfleglichen Umgestaltung zur Grünanlage, die zugehörige Leichenhalle wurde 1982 abgerissen.                         |                                 |                  | 99              |
| Kraftwerk Goldenberg                         | Kraftwerk Goldenberg                         | Goldenbergstraße 2                | Die unter Denkmalschutz gestellten Kühltürme werden abgerissen. Nur ein Teil der Konstruktion bleibt als Zeitzeugnis erhalten. |                                 |                  | 102             |
| Wohnanlage                                   | Wohnanlage                                   | Dr.-Krauß-Straße und Gartenstraße | Die ehemaligen Werkswohnungssiedlung für die "Oberbeamten" der "Chemischen", die für Notdienste nahe an der Fabrik wohnen mussten, ist als villenartige Doppelhaussiedlung mit Vor- und großzügigen Hausgärten konzipiert. Eine Garagenanlage liegt versteckt zwischen den Straßen. Heute privatisiert.                                                 | 1920–1929                       |                  | 103             |
| Ehrenanlage Friedhof Knapsack                | Ehrenanlage Friedhof Knapsack                | Friedhofstraße                    | Die Ehrenanlage wurde Mitte der 1930er Jahre konzipiert für die Gefallenen des Ersten Weltkrieges dann nach 1945 erweitert für die des Zweiten Weltkrieges und für die Knapsacker zivilen Bombenopfer. |                                 |                  | 181             |
| Ehrenmal für die russischen Kriegsgefangenen | Ehrenmal für die russischen Kriegsgefangenen | Friedhofstraße                    | Die Ehrenanlage wurde auf Betreiben der sowjetischen Botschaft, Bonn, gestaltet, die auch einen kyrillisch beschrifteten Gedenkstein für die umgekommenen 106 Kriegsgefangenen, die in den Knapsacker Werken beschäftigt waren, aufstellte. Die Gefangenen waren in Baracken oberhalb des Ortes an der (heute abgebaggerten) Alleestraße untergebracht. |                                 |                  | 182             |

## Belege
1. 1 2  Denkmalliste auf der Website der Stadt Hürth (PDF)